# سنسوداين
سنسوداين (بالإنجليزية: Sensodyne)‏ هي علامة تجارية لمعجون أسنان وغسول فم والذي يسوق لأصحاب الأسنان الحساسة.
هذه العلامة التجارية مملوكة من شركة هاليون وتسوقها في عدد كبير من دول العالم منها، حتى بأسماء مختلفة مثلما الحال في اليابان. طرحت هذه العلامة التجارية في الأسواق لأول مرة في سنة 1907 في السوق الأمريكية من الصيدلاني ألكسندر بلوك Alexander Block.